# Бузанов Віктор Іванович
Віктор Іванович Бузанов (31 серпня 1934, Київ — 6 лютого 2007) — український науковець в області оптичного й оптикоелектронного приладобудування, кандидат технічних наук (з 1983 року), академік Академії технологічних наук України (з 1993 року), Міжнародної академії «Контенант» (з 2002 року) і Міжнародної академії навігації і управління рухом (з 1999 року), керівник ЦКБ «Арсенал» в 1977–2006 роках.

## Біографія
Народився 31 серпня 1934 року в Києві у родині вченого-рослинника Івана Бузанова. В 1958 році закінчив Київський політехнічний інститут за фахом «інженер-механік». З 1958 року працював в Центральному конструкторському бюро (ЦКБ) заводу «Арсенал» (Київ), де до 1977 року пройшов шлях від інженера-конструктора до начальника ЦКБ виробничого об'єднання «Завод Арсенал». У 1977–1991 роках — начальник ЦКБ виробничого об'єднання «Завод Арсенал», у 1991–1993 роках — начальник, головний конструктор, у 1993–2000 роках — директор, головний конструктор ЦКБ «Арсенал», з 2000 року директор, головний конструктор казенного підприємства «ЦКБ Арсенал».

Могила Віктора Бузанова

Помер 6 лютого 2007 року. Похований в Києві на Байковому кладовищі (ділянка № 33).

## Наукова діяльність
Під його керівництвом і за безпосередньої участі розроблені і створені принципово нові види оптичних та оптико-електронних систем і комплексів: прицільні комплекси балістичних оперативно-тактичних («Темп», «Темп-С», «Точка», «Точка-У», «Ока-У» тощо) і міжконтинентальних стратегічних ракет наземного (стаціонарного та мобільного) (Р-12, Р-12У, Р-14, Р-14У, Р-16, Р-16У, Р-36, УР-100 , УР-100Н, УР-100НУ, Р-36М, Р-36МУ, Р-36М2, «Темп-2С», «Піонер», «Тополя», РТ-23УТТХ тощо) і морського (Р-13, Р −21, Р-27, Р-29, Р-29Р, Р-31, Р-39, Р-29РМ тощо) базування; системи прицілювання крилатих ракет, що запускаються з підводних і надводних кораблів ВМФ; системи прицілювання ракет-носіїв космічних апаратів («Восток», «Союз», «Космос», «Космос-2», «Космос-3», «Інтеркосмос», «Циклон», «Циклон-2», «Циклон-3», «Протон», «Протон-К», «Зеніт», «Енергія-Буран»); гірокомпаси і гіротеодоліти; авіаційні оптичні системи пеленгації, прицілювання, цілевказівки і індикації на літаках типу Су і МіГ; інфрачервоні головки самонаведення для авіаційних ракетних комплексів «повітря-повітря» і переносних зенітно-ракетних комплексів (ПЗРК). Автор 275 винаходів.

## Відзнаки
Лауреат Ленінської (за 1976 рік) і Державної (за 1990 рік) премій СРСР, «Заслужений машинобудівник України» (з 1994 року). Нагороджений орденами Леніна (1982), Трудового Червоного Прапора (1974), Ярослава Мудрого V ступеня (2004), багатьма медалями.